# Klaus Bischoff
Klaus Bischoff (ur. 9 czerwca 1961 w Ulmie) – niemiecki szachista, arcymistrz od 1990 roku.

## Kariera szachowa
W szachy gra do jedenastego roku życia. Pierwszy międzynarodowy sukces osiągnął w roku 1980, dzieląc III-V miejsce (za Garrim Kasaprowem i Nigelem Shortem) w mistrzostwach świata juniorów do lat 20, rozegranych w Dortmundzie. W kolejnych latach zwyciężył bądź podzielił I miejsca w m.in. Südlohn (1981), Tirschenreuth (1982), Budapeszcie (1985, wspólnie z Ralfem Lau), Kecskemét (1988, wspólnie z Julianem Hodgsonem), Arosie (1996, wspólnie z Wiktorem Gawrikowem i Lotharem Vogtem), Böblingen (1996, wspólnie z Lwem Gutmanem, Karenem Movsziszianem, Giorgim Bagaturowem i Rustemem Dautowem), Recklinghausen (1997), St. Ingbert (1998, wspólnie z Michaelem Feyginem), Recklinghausen (1999, wspólnie z Konstantinem Lernerem), Essen (2000, wspólnie z Wadimem Zwiagincewem oraz Aleksiejem Driejewem), Saarlouis (2000), Paignton (2000, wspólnie z Johnem Nunnem), Hamburgu (2001), Bad Zwesten (2003, wspólnie z Lwem Gutmanem), Senden (2003) oraz ponownie w Bad Zwesten (2005).
W 2013 r. zdobył złoty medal indywidualnych mistrzostw Niemiec.
Jest jednym z najlepszych niemieckich szachistów w grze w przyspieszonym tempem. Pomiędzy 1981 a 2009 r. zdobył 11 złotych medali w mistrzostwach swojego kraju w grze błyskawicznej, jest również czterokrotnym złotym medalistą w szachach szybkich.
Wielokrotnie reprezentował Niemcy w turniejach drużynowych, m.in.:
- sześciokrotnie na olimpiadach szachowych (w latach 1986, 1988, 1990, 2000, 2002, 2004); medalista: wspólnie z drużyną – srebrny (2000)[3],
- na drużynowych mistrzostwach świata (w roku 1985)[4],
- trzykrotnie na drużynowych mistrzostwach Europy (w latach 1983, 1989, 2001); czterokrotny medalista: wspólnie z drużyną – dwukrotnie brązowy (1989, 2001) oraz indywidualnie – dwukrotnie złoty (1989 – na VII szachownicy, 2001 – na IV szachownicy)[5],
- na turnieju o Puchar Nordycki (Nordic Cup) (w roku 1983)[6].

Najwyższy ranking w dotychczasowej karierze osiągnął 1 listopada 2009 r., z wynikiem 2569 punktów zajmował wówczas 14. wśród niemieckich szachistów.